# Padma Vibhushan

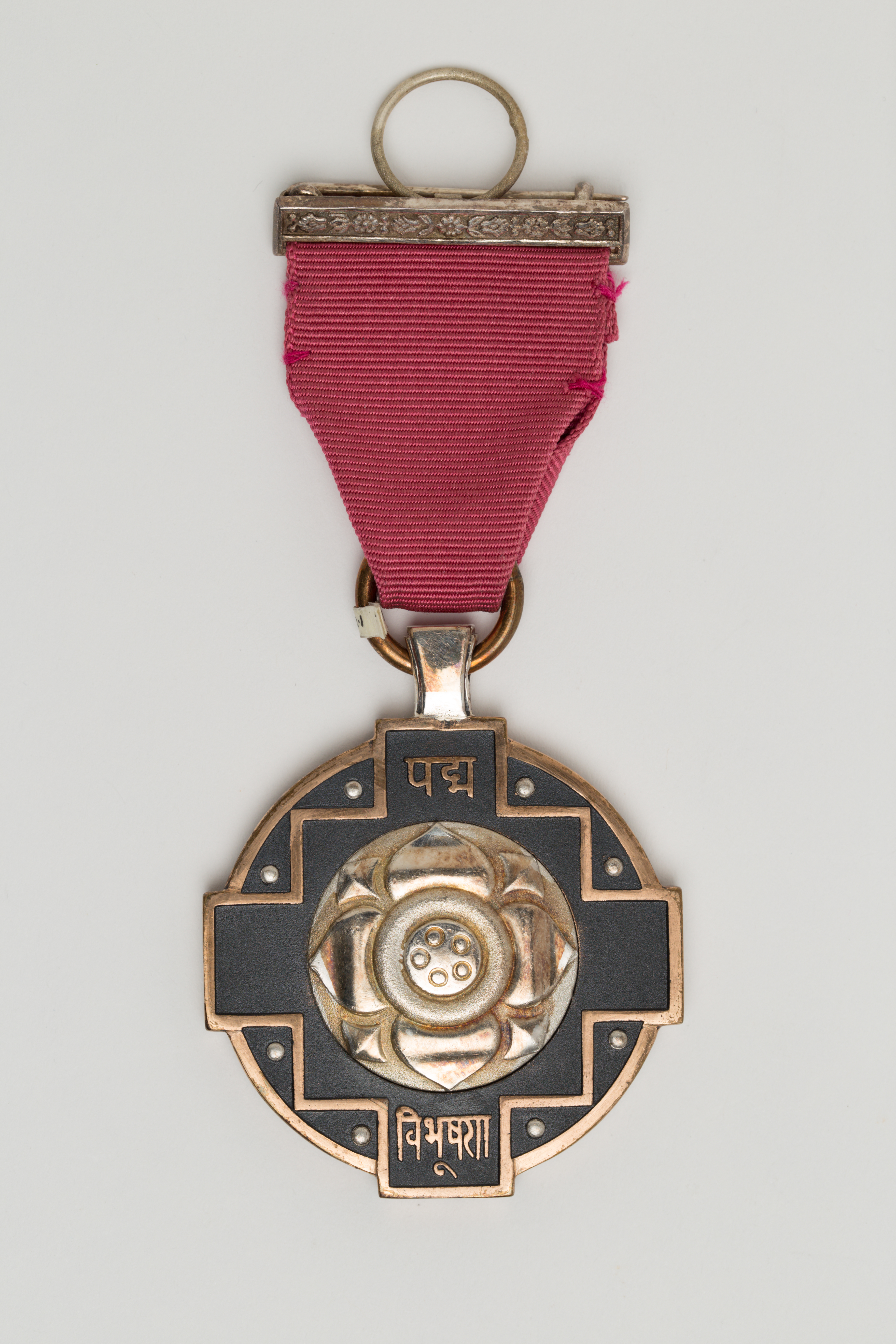
Padma Vibhushan-medlaj

Padma Vibhushan är Indiens näst högsta civila utmärkelse. Priset består av en medalj och ett citat och delas ut av Indiens president. Det fastställdes den 2 januari 1954. Det rankas efter Bharat Ratna och före Padma Bhushan. Det delas ut till personer som på något sätt tjänat nationen på ett högre plan, inklusive statlig tjänstgöring.

## Historia
Priset inrättades genom ett presidentdekret den 2 januari 1954. Padma Vibhushan upprättades ursprungligen som "Pahela Varg" (Första klass) i en tre-klassig Padma Vibhushan-prisskala. Strukturen ändrades emellertid under 1955 och det finns inga uppgifter om att priset skulle presenteras till mottagare enligt den ursprungliga strukturen. Utmärkelsen delades inte ut mellan 1978 och 1979 och inte heller mellan 1993 och 1997.
I slutet av 2009, har 264 människor tilldelats denna ära.

## Pristagare
| År   | Namn                                        |
| ---- | ------------------------------------------- |
| 1954 | Satyendranath Bose                          |
| 1954 | Zakir Hussain                               |
| 1954 | Balasaheb Gangadhar Kher                    |
| 1954 | Jigme Dorje Wangchuck                       |
| 1954 | Nand Lal Bose                               |
| 1954 | V. K. Krishna Menon                         |
| 1955 | Dhondo Keshav Karve                         |
| 1955 | Jehangir Ratanji Dadabhoy Tata              |
| 1956 | Chandulal Madhavlal Trivedi                 |
| 1956 | Fazal Ali                                   |
| 1956 | Jankibai Bajaj                              |
| 1957 | Ghanshyam Das Birla                         |
| 1957 | Motilal Chimanlal Setalvad                  |
| 1957 | Shriprakash                                 |
| 1959 | John Matthai                                |
| 1959 | Radhnobinod Pal                             |
| 1959 | Gaganvihari Lallubhai Mehta                 |
| 1960 | Naryana Raghvan Pillai                      |
| 1962 | V. R. Krishna Iyer                          |
| 1962 | Padmaja Naidu                               |
| 1962 | Vijaya Lakshmi Pandit                       |
| 1963 | A. Lakshmanaswami Mudaliar                  |
| 1963 | Suniti Kumar Chatterji                      |
| 1963 | Hari Vinayak Pataskar                       |
| 1964 | Gopinath Kaviraj                            |
| 1964 | Acharya Kalelkar                            |
| 1965 | Arjan Singh                                 |
| 1965 | Joyanto Nath Chaudhuri                      |
| 1965 | Mehdi Nawaz Jung                            |
| 1966 | Valerian Kardinal Gracias                   |
| 1967 | Bhola Nath Jha                              |
| 1967 | Chandra Kisan Daphtary                      |
| 1967 | Hafix Mohammed Ibrahim                      |
| 1967 | Pattadakal Venkanna R. Rao                  |
| 1968 | Mahadev Srihari Ane                         |
| 1968 | Subrahmanyan Chandrasekhar                  |
| 1968 | Prasanta Chandra Mahalanobis                |
| 1968 | K. Vaidyanatha Kalyana Sundaram             |
| 1968 | Kripal Singh                                |
| 1969 | Har Gobind Khorana                          |
| 1969 | Mohan Sinha Mehta                           |
| 1969 | Dattatraya Shridhar Joshi                   |
| 1969 | Ghananand Pande                             |
| 1969 | Rajeshwar Dayal                             |
| 1970 | Binay Ranjan Sen                            |
| 1970 | Tara Chand                                  |
| 1970 | Paramasiva Prabhakar Kumaramangalam         |
| 1970 | Suranjan Das                                |
| 1970 | Harbaksh Singh                              |
| 1970 | A. Rameswami Mudaliar                       |
| 1970 | Anthony Lancelot Dias                       |
| 1971 | Vithal Nagesh Shirodkar                     |
| 1971 | Balaram Sivaraman                           |
| 1971 | Bimal Prasad Chaliha                        |
| 1971 | Uday Shankar                                |
| 1971 | Sumati Morarjee                             |
| 1971 | Allauddin Khan                              |
| 1972 | S. M. Nanda                                 |
| 1972 | Pratap Chandra Lal                          |
| 1972 | Aditya Nath Jha                             |
| 1972 | Jivraj N. Mehta                             |
| 1972 | P. Balacharya Gajendragadkar                |
| 1972 | Vikram Sarabhai                             |
| 1972 | Sam Manekshaw                               |
| 1972 | Ghulam Mohammed Sadiq                       |
| 1972 | Hormasji Maneckji Seervai                   |
| 1973 | Daulat Singh Kothari                        |
| 1973 | Nagendra Singh                              |
| 1973 | Tirumalrao Swaminathan                      |
| 1973 | U. N. Dhebar                                |
| 1973 | Basanti Devi                                |
| 1973 | Nellie Sengupta                             |
| 1974 | V. Kasturi Ranga Varadarja Rao              |
| 1974 | Binode Behari Mukherjee                     |
| 1974 | Harish Chandra Sarin                        |
| 1974 | Niren De                                    |
| 1975 | Basanti Dulal Nag Chaudhuri                 |
| 1975 | Chintaman Dwarkanath Deshmukh               |
| 1975 | Durgabai Deshmukh                           |
| 1975 | Premlila Vithaldas Thackersey               |
| 1975 | Raja Ramanna                                |
| 1975 | Homi Nusserwanji Sethna                     |
| 1975 | M. S. Subbulakshmi                          |
| 1975 | Mary Clubwala Jadhav                        |
| 1976 | Bashir Hussain Zaidi                        |
| 1976 | Kalpathi Ramakrishna Ramanathan             |
| 1976 | Kalu Lal Shrimali                           |
| 1976 | Giani Gurmukh Singh Mussafir                |
| 1976 | Keshava Shankar Pillai                      |
| 1976 | Salim Moizuddin Ali Abdul                   |
| 1976 | Satyajit Ray                                |
| 1977 | Om Prakash Mehra                            |
| 1977 | Ajudhia Nath Khosla                         |
| 1977 | Ajoy Kumar Mukherjee                        |
| 1977 | Ali Yavar Jung                              |
| 1977 | Chandreshwar Prasad Narayan Singh           |
| 1977 | T. Balasaraswati                            |
| 1980 | Rai Krishnadasa                             |
| 1980 | Bismillah Khan                              |
| 1981 | Satish Dhawan                               |
| 1981 | Ravi Shankar                                |
| 1982 | Mira Behn                                   |
| 1985 | C. N. R. Rao                                |
| 1985 | Mambillikalathil Kumar Menon                |
| 1986 | Autar Singh Paintal                         |
| 1986 | Birju Maharaj                               |
| 1986 | Murlidhar Devidas Amte                      |
| 1987 | Benjamin Peary Pal                          |
| 1987 | Manmohan Singh                              |
| 1987 | Arun Shridhar Vaidya                        |
| 1987 | Kamladevi Chattopadhyay                     |
| 1988 | Kuppalli Venkatappa Puttappa                |
| 1988 | Mirza Hameedullah Beg                       |
| 1989 | M. S. Swaminathan                           |
| 1989 | Umashankar Dikshit                          |
| 1989 | Ali Akbar Khan                              |
| 1990 | A. P. J. Abdul Kalam                        |
| 1990 | Semmangudi Srinivasa Iyer                   |
| 1990 | Vallmpadugai Srinivasa Raghavan Arunachalam |
| 1990 | Bhabatosh Dutta                             |
| 1990 | Sirivaputra Sidhram Komkali                 |
| 1990 | Triloki Nath Chaturvedi                     |
| 1991 | Indraprasad Gordhanbhai Patel               |
| 1991 | Mangalampalli Balamurali Krishna            |
| 1991 | Hirendra Nath Mukherjee                     |
| 1991 | N. G. Ranga                                 |
| 1991 | Rajaram Shastri                             |
| 1991 | Gulzarilal Nanda                            |
| 1991 | Khusro Faramurz Rustamji                    |
| 1991 | Maqbul Fida Husain                          |
| 1992 | Mallikarjun Bheemarayappa Mansur            |
| 1992 | Rajaram Vankudre Shantaram                  |
| 1992 | Sivaramakrishna Iyer Padmavati              |
| 1992 | Lakshmanshastri Joshi                       |
| 1992 | Atal Bihari Vajpayee                        |
| 1992 | Govinddas Shroff                            |
| 1992 | Kaloji Narayana Rao                         |
| 1992 | Ravi Narayan Reddy                          |
| 1992 | Swaran Singh                                |
| 1992 | Aruna Asaf Ali                              |
| 1998 | Lakshmi Sehgal                              |
| 1998 | Usha Mehta                                  |
| 1998 | Nani Ardeshir Palkhivala                    |
| 1998 | Walter Sisulu                               |
| 1999 | Rajagopala Chidambaram                      |
| 1999 | Sarvepalli Gopal                            |
| 1999 | Verghese Kurien                             |
| 1999 | Hans Raj Khanna                             |
| 1999 | V. R. Krishna Iyer                          |
| 1999 | Lata Mangeshkar                             |
| 1999 | Bhimsen Joshi                               |
| 1999 | Braj Kumar Nehru                            |
| 1999 | Dharma Vira                                 |
| 1999 | Lallan Prasad Singh                         |
| 1999 | Nana Deshmukh                               |
| 1999 | Pandurang Shastri Athavale                  |
| 1999 | Satish Gujral                               |
| 1999 | D. K. Pattammal                             |
| 2000 | Krishen Behari Lall                         |
| 2000 | Krishnaswamy Kasturirangan                  |
| 2000 | Manohar Singh Gill                          |
| 2000 | Kelucharan Mohapatra                        |
| 2000 | Hariprasad Chaurasia                        |
| 2000 | Jasraj                                      |
| 2000 | Jagdish Natwarlal Bhagwati                  |
| 2000 | K. N. Raj                                   |
| 2000 | Bhairab Dutt Pande                          |
| 2000 | Maidavolu Narasmiham                        |
| 2000 | R. K. Narayan                               |
| 2000 | Sikander Bakht                              |
| 2000 | Tarlok Singh                                |
| 2001 | C. R. Rao                                   |
| 2001 | Chakravarthi Vijayaraghava Narasimhan       |
| 2001 | Shiv Kumar Sharma                           |
| 2001 | Man Mohan Sharma                            |
| 2001 | Amjad Ali Khan                              |
| 2001 | Benjamin Arthur Gilman                      |
| 2001 | Hosei Norota                                |
| 2001 | Hrishikesh Mukherjee                        |
| 2001 | John Kenneth Galbraith                      |
| 2001 | Kotta Satchidananda Murty                   |
| 2001 | Zubin Mehta                                 |
| 2002 | Chakravthi Rangarajan                       |
| 2002 | Gangubai Hangal                             |
| 2002 | Kishan Maharaj                              |
| 2002 | Soli Jehangir Sorabjee                      |
| 2002 | Kishori Amonkar                             |
| 2003 | Bal Ram Nanda                               |
| 2003 | Kazi Lhendup Dorji Khangsarpa               |
| 2003 | Sonal Mansingh                              |
| 2003 | Bhrihaspati Dev Triguna                     |
| 2004 | Manepalli Narayana Rao Venkatachaliah       |
| 2004 | Amrita Pritam                               |
| 2004 | Jayant Narlikar                             |
| 2005 | B. K. Goyal                                 |
| 2005 | Karan Singh                                 |
| 2005 | Mohan Dharia                                |
| 2005 | Ram Narayan                                 |
| 2005 | Marthanda Varma Sankaran Valiathan          |
| 2005 | Jyotindra Nath Dixit                        |
| 2005 | Milon Kumar Banerji                         |
| 2005 | R. K. Laxman                                |
| 2006 | Norman Borlaug                              |
| 2006 | V. N. Khare                                 |
| 2006 | Mahasweta Devi                              |
| 2006 | Nirmala Deshpande                           |
| 2006 | Obaid Siddiqui                              |
| 2006 | Prakash Narain Tandon                       |
| 2006 | Adoor Gopalakrishnan                        |
| 2006 | C. R. Krishnaswamy Rao                      |
| 2006 | Charles Correa                              |
| 2007 | Raja Jesudoss Chelliah                      |
| 2007 | Venkataraman Krishnamurthy                  |
| 2007 | Balu Sankaran                               |
| 2007 | Fali Sam Nariman                            |
| 2007 | Prafullachandra Natwarlal Bhagwati          |
| 2007 | Khushwant Singh                             |
| 2007 | Raja Rao                                    |
| 2007 | N. N. Vohra                                 |
| 2007 | Naresh Chandra                              |
| 2007 | George Sudarshan                            |
| 2008 | Viswanathan Anand                           |
| 2008 | Rajendra Pachauri                           |
| 2008 | Sachin Tendulkar                            |
| 2008 | N. R. Narayana Murthy                       |
| 2008 | E. Sreedharan                               |
| 2008 | Lakshmi Mittal                              |
| 2008 | Adarsh Sein Anand                           |
| 2008 | P. N. Dhar                                  |
| 2008 | P. R. S. Oberoi                             |
| 2008 | Asha Bhosle                                 |
| 2008 | Edmund Hillary                              |
| 2008 | Ratan Tata                                  |
| 2008 | Pranab Mukherjee                            |
| 2009 | Chandrika Prasad Srivastava                 |
| 2009 | Sunderlal Bahuguna                          |
| 2009 | D. P. Chattopadhyaya                        |
| 2009 | Sister Nirmala                              |
| 2009 | Jasbir Singh Bajaj                          |
| 2009 | Govind Narain                               |
| 2009 | G. Madhavan Nair                            |
| 2009 | Purshotam Lal                               |
| 2009 | Anil Kakodkar                               |
| 2009 | A. S. Ganguly                               |
| 2010 | Ebrahim Alkazi                              |
| 2010 | Umayalpuram K. Sivaraman                    |
| 2010 | Zohra Segal                                 |
| 2010 | Y. Venugopal Reddy                          |
| 2010 | Venkatraman Ramakrishnan                    |
| 2010 | Prathap Chandra Reddy                       |
| 2011 | Akkineni Nageshwara Rao                     |
| 2011 | Kapila Vatsyayan                            |
| 2011 | Homai Vyarawalla                            |
| 2011 | Parasaran Kesava Iyenger                    |
| 2011 | AR Kidwai                                   |
| 2011 | Vijay Kelkar                                |
| 2011 | Montek Singh Ahluwalia                      |
| 2011 | Palle Rama Rao                              |
| 2011 | Amjad Ali Khan                              |
| 2011 | Azim Premji                                 |
| 2011 | Brajesh Mishra                              |
| 2011 | Ottaplakkal Neelakandan Velu Kurup          |
| 2011 | Sitakant Mahapatra                          |
| 2011 | Lakshmi Chand Jain                          |
| 2012 | K. G. Subramanyan                           |
| 2012 | Mario Miranda                               |
| 2012 | Bhupen Hazarika                             |
| 2012 | Kantilal Hastimal Sancheti                  |
| 2012 | T. V. Rajeswar                              |
| 2013 | Yash Pal                                    |
| 2013 | Roddam Narasimha                            |
| 2013 | Raghunath Mohapatra                         |
| 2013 | Syed Haider Raza                            |
| 2014 | Raghunath Anant Mashelkar                   |
| 2014 | B.K.S. Iyengar                              |
| 2015 | Lal Krishna Advani                          |
| 2015 | Amitabh Bachchan                            |
| 2015 | Parkash Singh Badal                         |
| 2015 | D. Veerendra Heggade                        |
| 2015 | Dilip Kumar                                 |
| 2015 | Rambhadracharya                             |
| 2015 | M. R. Srinivasan                            |
| 2015 | K. K. Venugopal                             |
| 2015 | Aga Khan IV                                 |
| 2016 | V. K. Aatre                                 |
| 2016 | Dhirajlal Hirachand Ambani                  |
| 2016 | Girija Devi                                 |
| 2016 | Avinash Dixit                               |
| 2016 | Jagmohan                                    |
| 2016 | Yamini Krishnamurthy                        |
| 2016 | Rajinikanth                                 |
| 2016 | Ramoji Rao                                  |
| 2016 | Sri Sri Ravi Shankar                        |
| 2016 | V. Shanta                                   |
| 2017 | Murli Manohar Joshi                         |
| 2017 | Sunder Lal Patwa                            |
| 2017 | Sharadchandra Govindrao Pawar               |
| 2017 | Udupi Ramachandra Rao                       |
| 2017 | Purno Agitok Sangma                         |
| 2017 | Jaggi Vasudev                               |
| 2017 | K. J. Yesudas                               |
| 2018 | Ilaiyaraaja                                 |
| 2018 | Ghulam Mustafa Khan                         |
| 2018 | P. Parameswaran                             |
| 2019 | Teejan Bai                                  |
| 2019 | Ismaïl Omar Guelleh                         |
| 2019 | Anil Manibhai Naik                          |
| 2019 | Balwant Moreshwar Purandare                 |
| 2020 | George Fernandes                            |
| 2020 | Arun Jaitley                                |
| 2020 | Anerood Jugnauth                            |
| 2020 | Mary Kom                                    |
| 2020 | Chhannulal Mishra                           |
| 2020 | Sushma Swaraj                               |
| 2020 | Vishwesha Teertha                           |
| 2021 | Shinzo Abe                                  |
| 2021 | S. P. Balasubramaniam                       |
| 2021 | Belle Monappa Hegde                         |
| 2021 | Narinder Singh Kapany                       |
| 2021 | Wahiduddin Khan                             |
| 2021 | B. B. Lal                                   |
| 2021 | Sudarshan Sahoo                             |